# Tetragnatha andamanensis
Tetragnatha andamanensis este o specie de păianjeni din genul Tetragnatha, familia Tetragnathidae, descrisă de Tikader, 1977. Conform Catalogue of Life specia Tetragnatha andamanensis nu are subspecii cunoscute.